# FIFA 97
FIFA 97, även känt som FIFA Soccer 97, är ett fotbollsspel utvecklat av EA Canada och utgivet 1996 av Electronic Arts. Spelet släpptes trill PC och följdes av versioner till Playstation, SNES, Sega Mega Drive och Sega Saturn. 
David Ginola, som då spelade för Newcastle United FC, prydde spelomslaget i Europa, medan den som köpte spelet i Amerika, Asien och Oceanien i stället fick se Bebeto på framsidan. Matcherna presenteras av John Moatson, Des Lynam och Andy Gray.

## Musik
Spelet innehåller 10 olika musikstycken, komponerade av EA Sports.

### Fotnoter
1. ↑  ”FIFA Soccer 97” (på engelska). Allgame. 17 mars 1996. Arkiverad från originalet den 14 november 2014. https://web.archive.org/web/20141114221202/http://www.allgame.com/game.php?id=7714. Läst 17 maj 2014.